# بوئنا ویستا (آلاباما)
بوئنا ویستا (به انگلیسی: Buena Vista) یک منطقهٔ مسکونی در ایالات متحده آمریکا است که در شهرستان مونرو، آلاباما واقع شده‌است. بوئنا ویستا ۶۱٫۸۸ متر بالاتر از سطح دریا واقع شده‌است.